# Diocèse de Byumba
Le diocèse de Byumba est l'un des neuf diocèses du Rwanda. Il a été érigé le 5 novembre 1981 comme suffragant de l'archidiocèse de Kigali, et couvre deux anciennes provinces, celle d'Umutara du côté du Parc national de l'Akagera, et celle de Byumba où se trouve le siège de l'évêché. 
Il appartient à l'Église catholique romaine au Rwanda.

## La population
En 1998, la population était estimée à 953 000 habitants. En 2004 la population totale s'élève à 1 180 522 habitants, soit une augmentation moyenne de 4 % par année ce qui paraît plus ou moins en conformité avec l'évolution normale de la population dans l'ensemble du pays.
Cette population est uniquement banyarwanda, parlant une même langue, ayant une même culture et presque les mêmes conditions de vie parce que la grande majorité cultive la terre et vit de l'élevage.
Cette population est encore marquée par les séquelles du génocide de 1994, même si le pays reconstitue son unité lentement. On peut dire sans se tromper que c'est la population du diocèse de Byumba qui a le plus souffert des conséquences de la guerre et de la guerilla lancées contre le Rwanda par le Front Patriotique Rwandais à partir du 1er octobre 1990. 
La population est jeune : environ 50 % est de moins de 15 ans, avec 10 % d'orphelins de guerre, du génocide, du sida… Le pourcentage des femmes est aussi plus élevé pour les mêmes raisons. Malgré une reprise de la campagne de régulation des naissances, la natalité reste élevée.

## Situation économique
Le Diocèse est peuplé essentiellement d'agriculteurs et d'éleveurs.
Étant donné le mode de culture traditionnelle et les terres arables insuffisantes surtout dans la partie ouest du Diocèse où, en général, la famille a moins d'un hectare, la pauvreté est grande. La plupart de la population vit en auto-suffisance assez précaire. En plus de cela, c'est une région montagneuse où l'érosion se trouve favorisée par la violence et l'abondance des précipitations. Le Diocèse, grâce à la Caritas, s'est engagé dans une campagne et des activités de lutte anti-érosive en pratiquant des terrasses radicales et des reboisements.
La partie Est n'était pas beaucoup peuplée autrefois. Après la guerre les anciens réfugiés revenus de l'Ouganda et d'autres personnes venant des régions du nord-ouest à la recherche des terres fertiles sont venus l'occuper, déclenchant un risque de surpeuplement également dans cette région.
La misère gagne du terrain parce que les sources de revenus sont très limitées. L'industrie est quasi inexistante. Sur le territoire du Diocèse n'existent que deux usines à thé. Cela fait que la population ne trouve pas facilement de travail.
Cette façon difficile de vivre pour la population a un impact sur la vie du Diocèse. Normalement les chrétiens doivent participer au fonctionnement du Diocèse, mais étant donné que presque 70 % de la population vit une situation de survie, le Diocèse ne peut pas compter sur les chrétiens pour le financement de tous ses besoins.
Les maladies, comme la malaria qui atteint la quasi-totalité de la population, le Sida qui fait des ravages aujourd'hui… ne permettent pas à la population de faire des économies. Les soins de santé coûtent très cher. Certains n'arrivent même pas à trouver le nécessaire. Les différentes instances et mouvements du diocèse ne suffisent pas pour le nombre des malades indigents.

## Situation scolaire et éducation de base
Actuellement, un effort considérable a été fait au niveau de la scolarisation, pour tous les âges, mais les moyens financiers limitent les bonnes volontés. Le nombre des enfants augmente sensiblement et les classes sont presque toutes saturées, la même chose au secondaire. Même si de nouvelles écoles se construisent ici et là, la saturation des classes persiste. Le manque de maîtres qualifiés, l'insuffisance d'équipement et de manuels, le manque de nourriture... rendent cet enseignement médiocre et soldé souvent par des échecs.
En dehors des écoles, les centres d'alphabétisation ou d'éducation de base ont repris avec beaucoup de difficultés. Ils ne disposent pas de moyens suffisants en personnel qualifié et en budget. Même les personnes concernées, provenant des milieux pauvres, sont préoccupées par les problèmes de survie.
À la fin de 1991, les Centres d'éducation de base étaient au nombre de 28 et formaient 3 685 jeunes analphabètes. Avec la guerre et les déplacements de 1990-1994, ils ont été au nombre de 16. Après le drame de 1994, ce n'est qu'en 1997 que 18 centres ont repris avec 720 jeunes. Fin décembre 1997 ces centres au nombre de 21 accueillaient 924 jeunes. Aujourd'hui ils sont à 45 centres avec 3 383 personnes en formation. Cependant, jusqu'à ce jour, le manque de matériel didactique, le manque de cadres formés, la difficulté de trouver les salaires constituent un handicap pour le Diocèse qui se reconstruit encore.
Le Diocèse essaie aussi d'encadrer les jeunes qui n'ont pas eu la chance de continuer le secondaire. Pour ceux-là, il a ouvert des centres d'artisanat et d'apprentissage de métiers.
Là aussi les moyens et le personnel qualifié font défaut, alors que cette formation s'avère très bénéfique pour ces jeunes, qui, auparavant pouvaient fréquenter les centres post-primaires rural et artisanal aujourd'hui inexistants.
Dans presque toutes les paroisses, surtout là où il y a une présence de communautés religieuses, existe un programme de formation dispensé aux jeunes femmes et filles dans les foyers sociaux ou centres sociaux. C'est une formation qui dure trois ans à raison de deux jours par semaine. On y apprend la couture, les arts ménagers, la puériculture, le jardinage et le savoir-vivre. Ces centres dont l'utilité ne saurait être remise en cause, rencontrent malheureusement les mêmes problèmes de manque de moyens et la pauvreté des intéressés.

## Situation administrative
Le Diocèse de Byumba a conservé ses limites même si son territoire habité s'est augmenté dans sa partie Est. Cette extension de la zone habitée a entraîné la création d'une nouvelle province appelée Umutara. De cette façon, les limites du Diocèse qui correspondaient aux limites administratives d'une seule province, celle de Byumba, comprennent aujourd'hui la plus grande partie de cette nouvelle province d'Umutara partagée avec le Diocèse de Kibungo.
Au point de vue administratif, une collaboration entre les autorités civiles et religieuses s'exerce dans le domaine de l'éducation, dans les services sanitaires et sociaux où le mieux-être de la personne humaine est en jeu.

## Liste des évêques
- 5 novembre 1981-† 8 juin 1994 : Joseph Ruzindana
- 8 juin 1994-13 mars 1996 : siège vacant
- depuis le 13 mars 1996 : Servilien Nzakamwita
- Le 28 février 2022, le Pape François a nommé le Père Papias Musengamana comme nouvel évêque du diocèse de Byumba. C'est le 14 mai 2022 qu'il a été sacré évêque à Byumba en présence de plusieurs autres évêques.  Voir  https://www.youtube.com/watch?v=AKVW6zeFi2w

## https://www.vaticannews.va/fr/afrique/news/2022-02/rwanda-un-nouvel-eveque-a-byumba.html
- Site officiel
- (en) Fiche du diocèse sur catholic-hierarchy.org

### Sources
- Cet article est partiellement ou en totalité issu de l'article intitulé « Liste des évêques de Byumba » (voir la liste des auteurs).